# Jugband

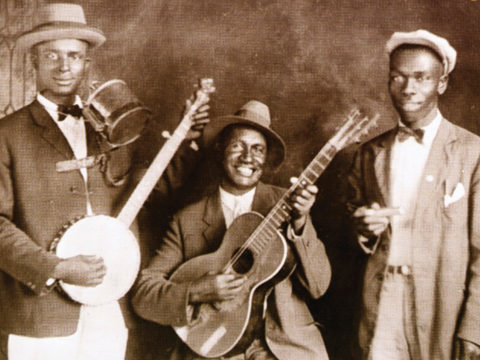
Cannon's Jug Stompers

Een jugband is een band binnen het akoestische blues- en folk-genre die gebruikmaakt van een jugbespeler. Oorspronkelijk werd deze muziek in de jaren 20 en 30 door Afro-Amerikanen in het zuiden van de Verenigde staten gemaakt. Een jug is een kruik waarin (meestal lage) tonen en geluiden werden gezongen en geblazen met de mond. Door de resonantie van de kruik kon dit tot een bassaxofoonachtig, knerpend of scheurend diep geluid vervormen.
Andere typische zelfbouw instrumenten in deze stijl zijn het wasbord (voor percussie), de kazoo en de zeepkist/theekist (bas). Andere instrumenten in de jugband kunnen akoestische gitaar, resonatorgitaar (vaak met bottleneck bespeeld), bluesharp, trekzak, banjo en contrabas zijn.
De muziek van jugbands is voornamelijk een vorm van blues maar is ook enigszins verwant aan skiffle, cajun en dixieland.
Met het weer populair worden van folk en blues aan het einde van de jaren 50 ontstonden nieuwe blanke jugbands. Ook in Nederland, voornamelijk in Rotterdam zijn een aantal jugbands geweest waaronder de Endatteme Jugband en Bill Brooker’s Jug Band. Anno 2016 was in Noord-Holland The Hokum Jugband nog actief. Naast de gebruikelijke instrumenten als wasbord, wasteilbas en jug, gebruikt de band ook een stovepipe. Dit is een constructie van buizen die het geluid van een tuba geeft. 
Soms wordt het label "jugband" foutief op een skiffleband of ander type folk band met "armen-instrumenten" geplakt, maar zonder het gebruik van een jug is dit onjuist.